# Cafu
Marcos Evangelista de Moraes (sinh ngày 7 tháng 6, năm 1970 tại São Paulo), thường gọi Cafu, Cafú hay Marcos Cafu, là một cựu cầu thủ bóng đá người Brasil, hiện nay anh đã giải nghệ.

## Tuổi thơ
Cafu trải qua tuổi thơ ở Jardim Irene, Sau Paulo trong một gia đình có sáu con. Anh là một học sinh chỉ có sức học trung bình và sớm bị bóng đá cuốn hút khỏi mái trường. Vào năm 7 tuổi, anh đã chứng tỏ tài năng ở một lớp đào tạo, và sớm được mang đến huấn luyện tại Nacional, Portuguesa, Itaquaquecetuba AC. Anh có chơi bóng đá trong nhà khoảng hai năm.
Vào giai đoạn đầu của thập niên 1980, anh không thể bước chân qua những khung cửa mình chọn, mà đã bị loại khỏi các đội tuyển trẻ của Corinthians, Palmeiras, Santos, Atlético Mineiro, và cả Portuguesa. Mãi cho đến năm 1988, anh mới được đưa vào tuyển trẻ của một câu lạc bộ tỉnh nhà: São Paulo FC, và cùng họ đoạt Copa São Paulo. Song cả mùa giải sau, anh chỉ được làm ấm ghế dự bị trong khi São Paulo đoạt Campeonato Paulista (1989).

## Sự nghiệp

### Câu lạc bộ
Trải qua một thời gian thể hiện mình, Cafu mới được huấn luyện viên tuyển trẻ của São Paulo là ông Telê Santana chú ý. Ông đã chuyển Cafu từ vị trí tiền vệ sang hậu vệ cánh, đó là một điểm nhấn sáng suốt trong sự nghiệp của Cafu: anh chơi tốt tại vị trí này và ở luôn vị trí hậu vệ cánh từ đó về sau. Với thể hiện tốt của mình, Cafu sớm được đưa vào đội hình chính, cùng São Paulo lập một cú đúp: thắng Copa Libertadores trong năm 1992 và 1993. Năm 1994, anh được nhận giải thưởng Cầu thủ xuất sắc nhất Nam Mỹ. Anh bắt đầu mùa giải 1995 với câu lạc bộ Juventude của Brasil, nhưng hoàn tất tại Tây Ban Nha với Real Zaragoza, cùng Real thắng Cup Winners' Cup '95.
Sau khi chấm dứt hợp đồng với Palmeiras năm 1996, Cafu trở lại châu Âu. Anh gia nhập AS Roma, và cùng đội này đoạt chức Vô địch bóng đá quốc gia Ý vào năm 2001. Qua những thể hiện xuất sắc tại Roma, Cafu được đặt cho biệt danh Tàu tốc hành (Il Pendolino). Đoạt Cúp nước Ý vào năm 2003 với Roma xong, anh chuyển sang AC Milan sau khi từ chối một lời mời đến Nhật từ Yokohama F. Marinos. Với đội bóng đỏ đen, anh đoạt chức vô địch bóng đá quốc gia Ý lần thứ 2 trong sự nghiệp vào năm 2004 và chơi trận chung kết UEFA Champions League đầu tiên trong đời vào năm 2005.
Dù có những thành công cùng Milan, anh vẫn còn lưu luyến những năm tháng trong màu áo Roma, và thể hiện điều đó vào ngày 4 tháng 3 năm 2007, sau khi Milan hạ Celtic F.C. trong vòng 2 của UEFA Champions League 2006-07. Anh thật thà thổ lộ trên trang web UEFA.com rằng mình không muốn Milan đụng độ Áo bã trầu trong vòng bán kết. Và anh đã được toại nguyện, khi Milan gặp phải Bayern Munich. Milan hoàn thành tốt mùa giải đó, còn Cafu có được danh hiệu nhà vô địch bóng đá châu Âu sau nhiều năm chờ đợi.
Cafu ký tiếp một hiệp đồng vào tháng 5 năm 2007, giữ anh lại với Milan cho tới tháng 6 năm 2008. Vào 16 tháng 5 năm 2008, có tin từ phía Milan rằng anh và Serginho sẽ ra đi vào cuối mùa giải.
Trong trận đấu cuối cùng trong sắc áo đỏ đen, và có lẽ cũng là cuối cùng trong sự nghiệp của mình, Cafu đã ghi 1 bàn thắng trong trận mà Milan đã thắng Udinese với tỉ số 4 - 1.
Vào ngày 19 tháng 5 năm 2008, Cafu cho biết ông Adriano Galliani phó giám đốc Milan đã mở cánh cửa cho anh ở lại làm việc cho câu lạc bộ.

### Quốc tế
Cafu có một sự nghiệp đáng nể trong màu áo vàng - xanh: là người đang nắm giữ kỷ lục khoác áo đội tuyển Brasil với 142 lần, và có mặt trong 21 trận đấu tại World Cup với đội tuyển. Anh đã đoạt 2 chức vô địch FIFA World Cup vào năm 1994 và 2002, là một trong những cầu thủ rất hiếm hoi có mặt trong bốn kỳ World Cup liên tiếp trong vai trò cầu thủ, và là cầu thủ thứ 2 trong lịch sử được dự 3 trận chung kết World Cup (sau Pele).
Trận đấu đầu tiên của anh cho đội tuyển là một trận giao hữu với Tây Ban Nha vào 12 tháng 12 năm 1990, và có mặt không thường xuyên trong đội tuyển trong khoảng đầu thập niên 1990, được tham gia World Cup 1994 trong đội hình dự bị. Anh may mắn được đá trận chung kết World Cup '94 với Ý khi Jorginho bị chấn thương rời sân vào phút thứ 22. Sau đó anh thường xuyên có mặt trong đội hình chính và cùng Brasil đoạt các danh hiệu Copa América 1997, 1999, và thi đấu trận chung kết World Cup 1998.
Brasil trải qua một vòng loại World Cup 2002 hết sức khổ sở, Cafu không được trọng dụng bởi Wanderley Luxemburgo, huấn luyện viên trưởng tuyển vàng - xanh trong giai đoạn đầu. Cho đến khi Luxemburgo bị cách chức, Luiz Felipe Scolari nắm chức huấn luyện viên đội tuyển, anh lại được trọng dụng. Tại vòng World Cup 2002, anh được giao chiếc băng đội trưởng thay vì Emerson, cầu thủ đã bị loại do chấn thương sau 1 buổi luyện tập.
World Cup 2002 kết thúc hoàn hảo cho Brasil. Sau trận chung kết kịch tính với Đức mà Brasil đã thắng 2 - 0, Cafu ăn mừng bàn thắng bằng dòng chữ tặng vợ: "Regina, eu te amo!" ("Regina, anh yêu em").
Bốn năm sau, Cafu cùng đội tuyển tiếp tục dự World Cup 2006 tại Đức với rất nhiều kỳ vọng. Anh tiếp tục mang băng đội trưởng nhưng Brasil đã thua Pháp 0 - 1 ở trận bán kết. Carlos Alberto Parreira bị chỉ trích rất nhiều sau thất bại, phần lớn nói rằng ông đã đưa ra 1 đội hình già cỗi thay vì một đội hình trẻ trung sung sức, mà Cafu, 36 tuổi, là người già nhất trong số đó. Song trong một cuộc phỏng vấn sau đó, anh thể hiện ý nguyện muốn tham dự tiếp World Cup 2010, tức là cho đến 40 tuổi. Tuy nhiên, anh bỏ ý định này khi Dunga lên thay thế Parreira làm huấn luyện viên trưởng vào tháng 6 năm 2006.
Anh từng được vua Pelé đưa tên vào danh sách 125 cầu thủ còn sống vĩ đại nhất vào tháng 3, 2004.

## Danh hiệu

### Câu lạc bộ
São Paulo
- Campeonato Brasileiro Série A: 1991
- Campeonato Paulista: 1991, 1992
- Copa Libertadores: 1992, 1993
- Supercopa Libertadores: 1993
- Recopa Sudamericana: 1993, 1994
- Intercontinental Cup: 1992, 1993

Real Zaragoza
- UEFA Cup Winners' Cup: 1994–95

Palmeiras
- Campeonato Paulista: 1996

Roma
- Serie A: 2000–01

AC Milan
- Serie A: 2003–04
- Supercoppa Italiana: 2004
- UEFA Champions League: 2006–07
- UEFA Super Cup: 2003, 2007
- FIFA Club World Cup: 2007

### Đội tuyển quốc gia
Brazil
- FIFA World Cup: 1994, 2002
- Copa América: 1997, 1999
- FIFA Confederations Cup: 1997

## Thống kê sự nghiệp
| Thành tích cấp CLB  | Thành tích cấp CLB  | Thành tích cấp CLB  | Giải vô địch | Giải vô địch | Cúp quốc gia   | Cúp quốc gia   | Cúp châu lục | Cúp châu lục | Tổng cộng | Tổng cộng |
| Mùa giải            | CLB                 | Giải vô địch        | Trận         | Bàn          | Trận           | Bàn            | Trận         | Bàn          | Trận      | Bàn       |
| Brazil              | Brazil              | Brazil              | Giải vô địch | Giải vô địch | Copa do Brasil | Copa do Brasil | Nam Mỹ       | Nam Mỹ       | Tổng cộng | Tổng cộng |
| ------------------- | ------------------- | ------------------- | ------------ | ------------ | -------------- | -------------- | ------------ | ------------ | --------- | --------- |
| 1990                | São Paulo           | Série A             | 20           | 1            | -              | -              | -            | -            | 20        | 1         |
| 1991                | São Paulo           | Série A             | 20           | 1            | -              | -              | -            | -            | 20        | 1         |
| 1992                | São Paulo           | Série A             | 21           | 1            | -              | -              | -            | -            | 21        | 1         |
| 1993                | São Paulo           | Série A             | 18           | 1            | -              | -              | -            | -            | 18        | 1         |
| 1994                | São Paulo           | Série A             | 16           | 2            | -              | -              | -            | -            | 16        | 2         |
| Tây Ban Nha         | Tây Ban Nha         | Tây Ban Nha         | Giải vô địch | Giải vô địch | Copa del Rey   | Copa del Rey   | Châu Âu      | Châu Âu      | Tổng cộng | Tổng cộng |
| 1994-95             | Real Zaragoza       | La Liga             | 16           | 0            | -              | -              | 1            | 0            | 17        | 0         |
| Brazil              | Brazil              | Brazil              | Giải vô địch | Giải vô địch | Copa do Brasil | Copa do Brasil | Nam Mỹ       | Nam Mỹ       | Tổng cộng | Tổng cộng |
| 1995                | Palmeiras           | Série A             | 19           | 0            | -              | -              | -            | -            | 19        | 0         |
| 1996                | Palmeiras           | Série A             | 16           | 0            | -              | -              | -            | -            | 16        | 0         |
| 1997                | Palmeiras           | Série A             | 0            | 0            | -              | -              | -            | -            | 0         | 0         |
| Ý                   | Ý                   | Ý                   | Giải vô địch | Giải vô địch | Coppa Italia   | Coppa Italia   | Châu Âu      | Châu Âu      | Tổng cộng | Tổng cộng |
| 1997-98             | Roma                | Serie A             | 31           | 1            | 5              | 0              | -            | -            | 36        | 1         |
| 1998-99             | Roma                | Serie A             | 20           | 1            | -              | -              | 5            | 0            | 25        | 1         |
| 1999-00             | Roma                | Serie A             | 28           | 2            | 4              | 0              | 5            | 0            | 37        | 2         |
| 2000-01             | Roma                | Serie A             | 31           | 1            | 2              | 0              | 7            | 0            | 40        | 1         |
| 2001-02             | Roma                | Serie A             | 27           | 0            | 1              | 0              | 10           | 2            | 38        | 2         |
| 2002-03             | Roma                | Serie A             | 26           | 0            | 3              | 1              | 12           | 0            | 41        | 1         |
| 2003-04             | Milan               | Serie A             | 28           | 1            | 1              | 0              | 9            | 0            | 38        | 1         |
| 2004-05             | Milan               | Serie A             | 33           | 1            | -              | -              | 12           | 0            | 45        | 1         |
| 2005-06             | Milan               | Serie A             | 19           | 1            | 1              | 0              | 5            | 0            | 25        | 1         |
| 2006-07             | Milan               | Serie A             | 24           | 0            | 3              | 0              | 8            | 0            | 35        | 0         |
| 2007-08             | Milan               | Serie A             | 15           | 1            | 2              | 0              | 1            | 0            | 18        | 1         |
| Tổng cộng           | Brazil              | Brazil              | 130          | 6            | -              | -              | -            | -            | 130       | 6         |
| Tổng cộng           | Tây Ban Nha         | Tây Ban Nha         | 16           | 0            | -              | -              | 1            | 0            | 17        | 0         |
| Tổng cộng           | Ý                   | Ý                   | 282          | 9            | 22             | 1              | 74           | 2            | 378       | 12        |
| Tổng cộng sự nghiệp | Tổng cộng sự nghiệp | Tổng cộng sự nghiệp | 428          | 15           | 22             | 1              | 75           | 2            | 525       | 18        |

## Về cái tên
Cafu là tên chính xác, chứ không phải Cafú như báo chí hay viết. Anh được đặt biệt danh này bởi vì tốc độ lên xuống bên hành lang cánh phải của mình khiến người ta nhớ tới Cafuringa, một huyền thoại bóng đá người Brasil từng chơi cho Fluminense và Atlético Mineiro vào thập niên 1970.